# Edvard Lembcke
Christian Ludvig Edvard Lembcke, född 15 juni 1815 i Köpenhamn, död 21 mars 1897 på Frederiksberg, var en dansk poet och skolledare. Han var far till Immanuel Lembcke och farfar till Cay Lembcke.
Edvard Lembckes far, auktionsledaren August (Anton) Christian Lembcke, invandrade till Danmark från Preussen. Hans mor, Christiane Lykke, och hans lillasyster dog när han var femton år gammal. Han tog studentexamen från Metropolitanskolen 1833, blev teolog (cand. theol.) från Köpenhamns universitet 1838 och undervisade som adjunkt på Vordingborgs latinskola 1841-1846. Därefter avlade han examen philologicum 1849 och var under en kort tid adjunkt i Odense innan han blev konrektor för den nyupprättade latinskolan i Haderslev 1850. Danmark befann sig då i krig mot Preussen om områdena Schleswig, Holstein och Sachsen-Lauenburg och Lembcke agiterade genom artiklar för ett återinförande av det danska språket i skolväsendet i dessa områden. Efter att Danmark hade besegrats i det dansk-tyska kriget 1864 avträddes områdena Schleswig, Holstein och Lauenburg till Tyskland. På grund av detta avsattes alla danska skolledare i dessa områden och Lembcke flyttade tillbaka till Köpenhamn och var där med om att upprätta Haderslev læreres skole. Han drog sig tillbaka från skolan 1888. Han blev hedersdoktor på Köpenhamns universitet 1879.
Konflikterna mellan tyskar och danskar i Sønderjylland (Nordslesvig) återspeglas i några Lembckes dikter, i vilka han ställer sig bakom ståndpunkten om att Schleswig, Holstein och Lauenburg fortsatt skulle höra under Danmark. Som exempel kan nämnas Vort Modersmaal, en hyllning till det danska språket samt For Sønderjylland och Danmark. Den förstnämnda, tillsammans med dikten Du skønne land med dal og bakker fagre, blev flitigt använda av den danska minoritetsbefolkningen i Schleswig fram till den norra delens återförening med Danmark 1920. Han gav ut diktsamlingen Digter og Sange 1870. Lembcke verkade även som översättare och lät översätta litterära verk av bland andra William Shakespeare, Thomas Moore, Lord Byron och Esaias Tegnér till danska. Många av verken fanns sedan tidigare tillgängliga på det danska språket, men ansågs vara otillräckliga. För sitt arbete tilldelades han Anckerska legatet.